# Vamos Fugir
"Vamos Fugir" é uma canção de Gilberto Gil e Liminha do álbum Raça Humana de 1984.
A canção foi regravada por Daúde e Djavan no álbum Daúde #2 de 1997, pela banda Skank no álbum Radiola de 2004, pela banda Natiruts em dueto com o próprio Gil em Natiruts Reggae Brasil de 2015.

## Prêmios e indicações
| Ano  | Prêmio                                | Categoria     | Resultado | Ref   |
| ---- | ------------------------------------- | ------------- | --------- | ----- |
| 2005 | Prêmio Multishow de Música Brasileira | Música do Ano | Venceu    | [ 4 ] |

## Desempenho nas tabelas musicais
| País — Tabela musical (2005)        | Posição de pico |
| ----------------------------------- | --------------- |
| Brasil (Crowley Broadcast Analysis) | 1               |